# 兹德拉夫科·拉迪奇
兹德拉夫科·拉迪奇（羅馬化：Zdravko Radić，1979年6月24日—），黑山男子水球运动员。他曾代表黑山国家队参加2008年和2016年夏季奥林匹克运动会水球比赛，均获得第四名。